# Booralana bathynella
Booralana bathynella är en kräftdjursart som först beskrevs av Bruce 1981.  Booralana bathynella ingår i släktet Booralana och familjen Cirolanidae. Inga underarter finns listade i Catalogue of Life.